# Voulon
Voulon – miejscowość i gmina we Francji, w regionie Nowa Akwitania, w departamencie Vienne.
Według danych na rok 1990 gminę zamieszkiwały 232 osoby, a gęstość zaludnienia wynosiła 28 osób/km² (wśród 1467 gmin regionu Poitou-Charentes Voulon plasuje się na 769. miejscu pod względem liczby ludności, natomiast pod względem powierzchni na miejscu 924.).